# Román Ongpin

Statue von Ramon Ongpin

Román Ongpin y Tanbensiang (geb. 28. Februar 1847, Binondo, Manila, Capitanía General de Filipinas; gest. 10. Dezember 1912, Insular Government of the Philippine Islands Gobierno Insular de las Islas Filipinas) war ein philippino-chinesischer Geschäftsmann und Philanthrop. Er war ein philippinischer Revolutionär gegen die spanische und amerikanische Kolonialverwaltung in den Philippinen.

## Leben

### Jugend
Ongpin wurde am 28. Februar 1847 in Binondo, Manila geboren. Seine Eltern waren Simon Ongpin und Sinfrosa Tanbensiang. Sein Vater Simon Ongpin (chinesisch 王翼彬, Pinyin Wáng Yìbīn, Pe̍h-ōe-jī Ông Ia̍k-pin; hispanisiert als „Ongpinco“ – 王彬哥 – Ông-pin-ko, und später gekürzt zu „Ongpin“ – Ông-pin) gehörte zu den Händlern, die aus China auf die Philippinen übersiedelten. Ongpin lernte sehr früh Geschäftstaktiken.

### Karriere
Ongpin gründete 1883 sein erstes eigenes Geschäft und benannte es „El 82“ nach dem Cholera-Ausbruch in den Philippinen ein Jahr zuvor. Der Name sollte als Symbol der Wiedergeburt des Archipels nach der Gesundheitskatastrophe stehen. Das Geschäft war ein Erfolg und sein Wohlstand und soziales Standing wuchsen. Er war ein Pionier beim Einsatz von Festpreisen und Doppelter Buchführung (double-entry accounting system). Exklusive Produkte, die er mit El 82 verkaufte, waren für den Kunstbedarf. Ongpins Frau Pascuala Domingo war eine Nachfahrin des philippinischen Künstlers Damián Domingo. Dadurch kam Ongpin in Verbindung mit den Illustrados.
Ongpin wurde Finanzier der Katipunan und ließ die Revolutionäre seinen Laden als Geheimversteck nutzen. Ongpin lieferte auch finanzielle Unterstützung und Nahrungsmittel für die Revolutionäre Bewegung bis zum Ende der Spanischen Kolonialherrschaft. Erneut half Ongpin den Filipinos nach dem Philippinisch-Amerikanischen Krieg und wurde von den Amerikanern von Dezember 1900 bis März 1901 gefangen gesetzt.
Auch nach seiner Entlassung war Ongpin ein Gegner der Besetzung der Philippinen durch die Vereinigten Staaten. Er machte dies deutlich, indem er sich weigerte, seine Waren an die Amerikaner zu verkaufen und, indem er seine Kinder lehrte, als Selbstversorger ohne die Hilfe von Ausländern zu leben.
Ongpin engagierte sich auch in bürgerlichen Bewegungen und hatte Funktionen in verschiedenen Organisationen. Er war Teniente Primo de Mestizos, Präsident der Casa Asilo de Invalidos Filipinos de Guerra (eine Institution für Veteranen von Pascual Poblete) und Treasurer (Schatzmeister) der Union Obrera de Filipinas von Isabelo de los Reyes. Zudem war er Mitglied der Philippine Chamber of Commerce.

## Tod und Vermächtnis
Ongpin starb am 10. Dezember 1912 an einer Herzkrankheit. Vor seinem Tod befahl er seiner Familie seinen Leichnam mit Barong Tagalog (Philippinischer Tracht) einzukleiden. Er wurde auf dem Manila North Cemetery beigesetzt.

## Ehrungen
Die Calle Sacristia in Manila wurde am 17. September 1915 ihm zu Ehren in Ongpin Street umbenannt und ein Denkmal von Ongpin wurde bei der Binondo Church an der Plaza de Binondo (heute Plaza San Lorenzo Ruiz) errichtet.